# Ben Jonson et William Shakespeare jouant aux échecs
Ben Jonson et William Shakespeare jouant aux échecs (selon les inscriptions sur la toile : anglais : Ben Jonson and William Shakespeare by Isaak Oliver, 1603) est un tableau attribué autrefois au peintre flamand Carel van Mander qui travallait à Haarlem. Il représente une partie d'échecs entre deux dramaturges anglais, Ben Jonson et William Shakespeare.

## Histoire du tableau et de ses propriétaires
Les dimensions du tableau sont de 77 × 95 cm. La toile a attiré l'attention du public pour la première fois, alors qu'elle était en mauvais état, couverte de suie, de poussière, de fissures. Elle appartenait à cette époque à Catherine de Heiman de New York (qui l'avait acheté en 1903 pour sa collection, le précédant propriétaire étant le colonel Miller qui avait acquis le tableau en 1878 de plus anciens détenteurs inconnus). La toile a vraisemblablement été importée en Amérique par des colons anglais, puis a changé de propriétaires à plusieurs reprises.
Des doutes ont été exprimés quant à l'authenticité du tableau. La banquier et collectionneur d'art John Pierpont Morgan déclarait, peu de temps avant sa mort, qu'il était prêt à acquérir le tableau pour un million de dollars, si son authenticité était prouvée, mais est décédé avant que ce l'ait été. Le fils de Catherine Heiman a rapporté la toile en Europe pour en faire une analyse détaillée par des spécialistes. Les critiques d'art ont étudié la toile de 1912 à 1914. Il a été établi que le tableau remontait vraiment à 1603. L'inscription au dos du tableau est celle-ci : Ben Jonson and William Shakespeare by Isaak Oliver, 1603. Cependant la paternité du miniaturiste anglais Isaac Oliver a été rejetée par les critiques d'art. L'auteur reconnu du tableau était Karel van Mander (précepteur du peintre Frans Hals et premier critique d'art néerlandais).
La première publication à propos de ce tableau apparaît après son retour aux États-Unis, en 1915, dans le journal American Chess Bulletin, et le 12 mars 1916 un grand article a été publié dans le journal The New York Times.
Au XXe siècle, le tableau 
est resté dans une collection privée et est rarement exposé en public. En 1955, il est exposé au grand public lors du festival Shakespeare aux États-Unis.

## Problème de la similitude entre les personnages du tableau et les deux dramaturges
Une ressemblance incontestable a été établie entre l'un des joueurs d'échecs du tableau et le portrait de Jonson. Paul Wislicenus, membre de la société Shakespeare allemande de Darmstadt, a été frappé par la ressemblance de deux visages, celui d'un masque mortuaire réalisé d'après la figure de Shakespeare et celui du tableau,. Il existe des similitudes entre le portrait de Shakespeare du tableau et celui réalisé immédiatement après sa mort. Paul Wislicenus écrit : 

« Tous ceux qui ont vu le masque de plâtre et le tableau sont convaincus qu'il est difficile d'imaginer une plus grande similitude entre les personnes. »

Certains historiens d'art émettent l'hypothèse suivant laquelle le peintre aurait pu assister à une rencontre des deux dramaturges. Les théâtres de Londres ont été fermés de mars 1603 à avril 1604, d'abord en signe de deuil après la mort de la reine Élisabeth Ire, puis en raison de l'épidémie de peste dans la ville. Beaucoup de Londoniens partaient alors vers le continent, fuyant l'épidémie. Shakespeare et Jonson pourraient être partis en Hollande durant quelque temps, mais il n'y a pas de preuves documentaires à ce propos. Carel van Mander aurait pu visiter Londres en 1603 et y rencontrer les deux dramaturges. Toutefois, dans son livre sur les peintres du Nord de l'Europe, il ne fait pas mention d'une telle rencontre avec les deux illustres dramaturges. Il n'en parle pas non plus dans la biographie de son frère aîné Adam van Mander.

## Composition du tableau
Sur le tableau, la manche rouge d'un vêtement féminin attire l'attention du côté droit. Elle ne peut pas faire partie du vêtement de Shakespeare, puisque ce dernier est vêtu de noir. La femme à qui appartient cette manche se tenait vraisemblablement face aux spectateurs (on peut en juger par la manière dont le coude de la femme est plié sur la toile) et dos aux joueurs d'échecs. Les deux joueurs sont passionnés par la partie et ne font pas attention à elle. À l'origine, le centre du tableau n'était pas la partie d'échecs, mais la figure féminine. La partie droite de la toile avec cette figure féminine a été découpée et les personnages principaux de l'image qui se sont retrouvés au premier plan, ce sont les joueurs d'échecs, en l'occurrence Jonson et Shakespeare.

## Reconstitutions des positions
L'un des représentants de la famille Heiman, la propriétaire du tableau, a été membre du célèbre club d'échecs des compositeurs, et c'est pourquoi la première analyse de la position représentée sur la toile a été réalisée collectivement par les membres de ce club. La position des pièces sur le tableau a été déchiffrée. Sans cela, le sens du tableau ne serait pas clair. Shakespeare tient dans sa main droite un fou noir (se trouvant vraisemblablement en b4) et est sur le point de prendre la reine blanche en c3 et de déclarer échec et mat. La situation sur le tableau fait écho à la situation dans le monde théâtral de l'époque. En 1601-1603, l'année de la mise en scène des pièces de Jonson sur des sujets de la Rome antique, parmi lesquelles Séjan, Jonson a subi un relatif échec alors que Shakespeare était en pleine gloire. 
Sur le tableau, les deux rangées supplémentaires de cases qui sont situées devant les joueurs sont conçues pour les pièces retirées pendant la partie.
La position des pions sur l'échiquier du tableau pose quelques problèmes :
- La disposition des pions blancs à la droite du roi sur le tableau est étrange et il est impossible d'avoir ces cinq pions blancs dont l'emplacement d'origine de quatre pions est e2, f2, g2 et h2. Il est possible que le peintre ait commis une erreur ou que le pion en h4 soit noir.
- Les spécialistes du Good Companion Chess Club, après examen des pièces retirées, affirment que « Ben Jonson a pris trois pions à Shakespeare et une tour, un fou et un cavalier, mais Shakespeare n'a pris qu'un cavalier »[1] ; Shakespeare a en fait perdu non pas trois mais deux pions, et pas un cavalier mais les deux. La forme ancienne des pièces, typique de l'époque, peut avoir mené à ces erreurs : un cavalier noir est pris pour un pion. D'autre part, en plus du cavalier, Shakespeare a pris aux blancs le pion b2. Il n'est pas exclu qu'il l'ait mis sur le côté et qu'accidentellement il se soit retrouvé en h4.

## Galerie

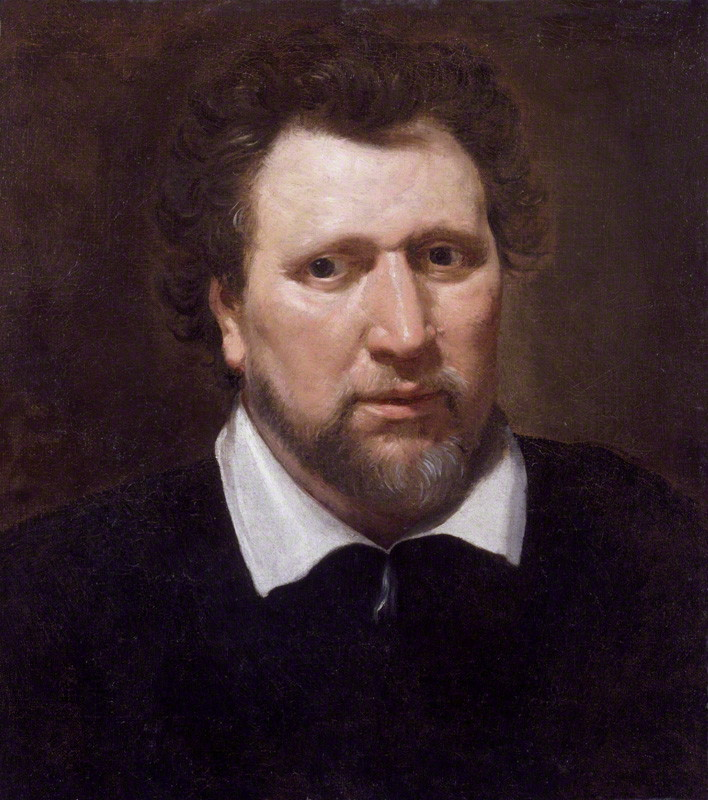
Portrait de Benjamin Jonson par Abraham van Blienberg, vers 1617.
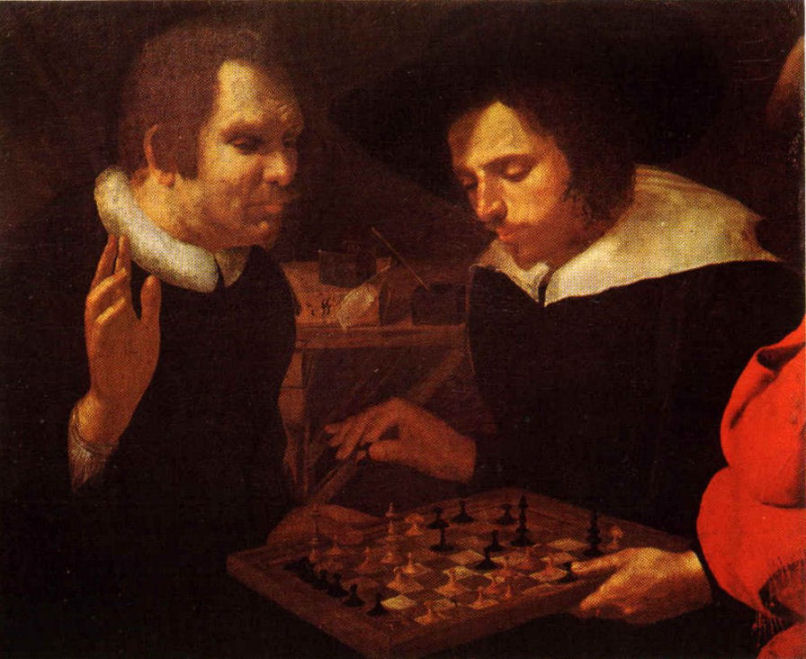
Carel van Mander ou Isaac Oliver. Les joueurs d'échecs, 1603.
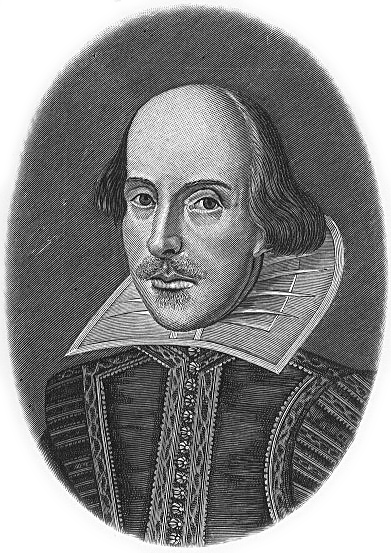
La seule représentation fiable de Shakespeare est cette gravure posthume du Premier Folio (1623) due à Martin Droeshout.
Position des pièces sur le tableau portant la mention Ben Jonson et William Shakespeare par Isaac Oliver, 1603.

## Philatélie et copies
Des reproductions du tableau de 1603 ornent les salles de deux grands clubs new-yorkais.
Le tableau est représenté sur un timbre-poste, émis au Nicaragua en 1976.

## Shakespeare et les échecs

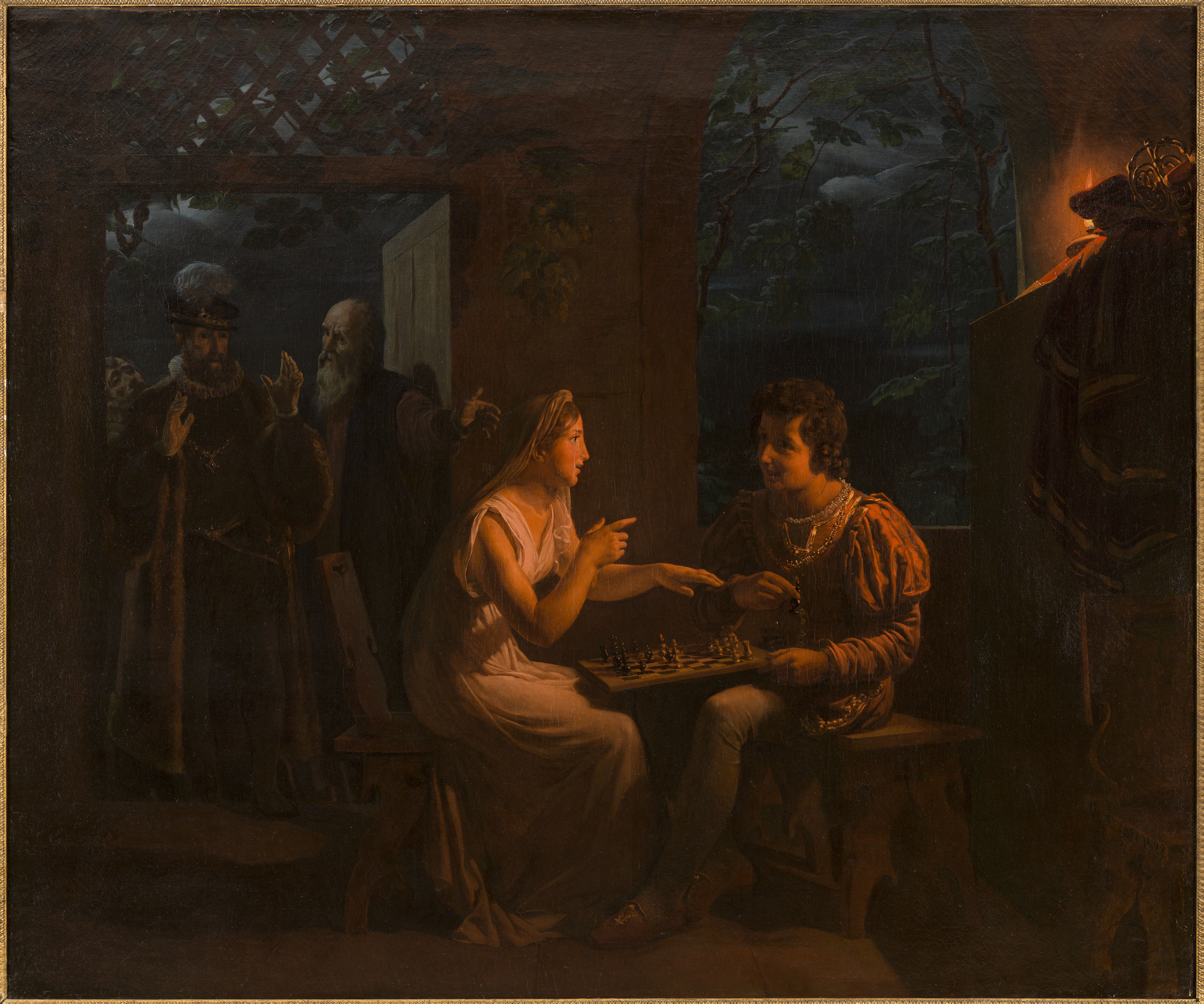
Gillot Saint-Evre, Miranda joue une partie d'échecs avec Ferdinand, qu'elle accuse, en plaisantant, de tricher, 1822.

Les fragments suivants des pièces de Shakespeare démontrent ses connaissances des échecs :
- Dans La Tempête, au moment du lever de rideau, Miranda et Ferdinand se trouvent sur scène et jouent aux échecs. Miranda reproche à son adversaire d'avoir effectué un mouvement interdit par les règles (selon une autre traduction, en tentant de lui poser un piège). Cet épisode est reproduit dans le tableau du peintre français romantique Gillot Saint-Evre Miranda fait une partie d'échecs avec Ferdinand, qu'elle accuse, en plaisantant, de tricher. Il a été présenté au salon de Paris de 1822. Ferdinand et Miranda jouent aux échecs (ru) est un tableau de Lucy Madox Brown sur le même sujet (1871).
- Dans la tragédie Le Roi Lear, la réplique du comte de Kent : « Je considérais ma vie comme un pion, toujours prêt à combattre vos ennemis. »
- La réplique de Catherine dans la comédie La Mégère apprivoisée : « Alors père, voulez-vous que je devienne pat parmi ces échec et mat ? »
- Dans la chronique historique Le Roi Jean, la réplique : « Tu peux devenir reine et mettre en échec le monde entier. »